# Sid and Al's Incredible Toons
Sid and Al's Incredible Toons est un jeu vidéo de puzzle sorti en 1993 sous DOS. Le jeu a été développé par Dynamix et édité par Sierra On-Line. Il est très semblable à The Incredible Machine en dehors du décor dans lequel le jeu se déroule.